# KAC Floorball
Der Klagenfurter Athletik Club Sektion Floorball (kurz: KAC Floorball) ist ein österreichischer Floorballverein aus der Kärntner Landeshauptstadt Klagenfurt am Wörthersee. Er wurde 2002 gegründet und nahm im selben Jahr den Spielbetrieb auf. Die Teamfarben sind Rot und Weiß.
Der KAC Floorball ist Mitglied des Österreichischen Floorball Verbandes sowie des Kärntner Floorballverbandes und trägt seine Bundesliga-Heimspiele in der Sporthalle Waidmannsdorf aus.

## Geschichte

### Premierentitel unter der Ära Niemi
Der KAC Floorball wurde am 24. September 2002 von den Floorballspielern Torsten Lutter und Peter Marschik gegründet. Der erste Head Coach war der Finne Tero Niemi, der die Mannschaft als Spielertrainer anführen sollte. Peter Marschik war der erste Präsident der Vereinsgeschichte.
Das Team wurde in der ersten Saison mit drei Legionären besetzt, neben Niemi wurde auch dessen Landsmann Paso Valjakka sowie der Schwede Karl Jepsson in die Mannschaft geholt.
Bereits in der ersten Spielzeit seines Bestehens konnte Spielertrainer Niemi den KAC Floorball bis ins Finale der österreichischen Floorball-Bundesliga führen, wo in der Overtime mit einem 3:2-Sieg gegen die TVZ Wikings Zell am See der erste Meistertitel errungen werden konnte.
Nach der erfolgreichen Premierensaison verließ Karl Jepsson den Verein. Die Saison verlief stark, obwohl man die Hoffnungen auf eine Titelverteidigung nicht allzu groß waren. Trotzdem wurde der Einzug ins Finale erneut geschafft, wo der KAC allerdings den TVZ Wikings unterlag.

### Schwierige Jahre und Abstieg in die 2. Liga
In den folgenden Jahren konnte der KAC Floorball an die Erfolge der ersten beiden Spielzeiten nicht anknüpfen. Trotz einer Kooperation mit dem FBV Klagenfurt, der zahlreiche Spieler an den KAC verlieh, sowie namhaften Neuverpflichtungen wie der ehemalige deutsche Nationalspieler Jochen Bathe vom UHC Zuger Highlands konnte in den Jahren 2005 bis 2008 jeweils nur das Halbfinale erreicht werden. Dies sorgte auch innerhalb der Mannschaft für gewaltige Unruhen.
Die Konsequenz folgte im Sommer 2008, als etwa drei Viertel der Spieler die Mannschaft verließen, unter anderem Meistertrainer Tero Niemi, der nach Finnland zurückkehrte. Somit zog der KAC Floorball seine Nennung für die Bundesliga zurück und absolvierte die Saison 2008/09 in der zweiten Liga. Torsten Lutter wurde neuer Spielertrainer, Thomas Kruggel sein Nachfolger als Kapitän. Um eine konkurrenzfähige Mannschaft stellen zu können, wurden zahlreiche Eigenbauspieler in die Kampfmannschaft befördert, um schließlich in der darauffolgenden Saison wieder in die Bundesliga einzusteigen.

### Rückkehr in die Bundesliga und erster Finaleinzug nach dem Wiederaufstieg
Im Sommer 2009 bestätigte der KAC Floorball den Wiedereinstieg in die Bundesliga. Thomas Kruggel trat bereits nach einer Saison als Kapitän zurück, sein Nachfolger wurde Andreas Pfeifer. Aufgrund der geringen Erfahrung der Mannschaft wurde die Erwartungshaltung im Gegensatz zu den vergangenen Jahren relativ gering gehalten. Trotzdem qualifizierte sich der KAC Floorball gleich wieder für die Playoffs, wo im Halbfinale Schluss war. Auch in den Jahren 2011 bis 2014 wurde zwar stets das Halbfinale erreicht, der Kampf um den zweiten Meistertitel der Vereinsgeschichte blieb dem Verein aber zu diesem Zeitpunkt verwehrt.
Zur Saison 2014/15 trat Torsten Lutter als Spielertrainer zurück. Ihm folgte Andreas Pfeifer als Spielertrainer, der bereits im Jahr zuvor das Kapitänsamt an Michael Gritsch weitergegeben hat. Der KAC verstärkte sich zudem mit Nationalspieler Matthias Weigert vom UHC Linz.
Nachdem im Grunddurchgang der dritte Rang erreicht wurde, konnte in der Best-of-three-Halbfinalserie gegen Unihockey Vorarlberg durch einen 2:0-Seriensieg der dritte Finaleinzug der Vereinsgeschichte erreicht werden. Dort unterlag der KAC Floorball dem VSV Unihockey deutlich in drei Spielen der Best-of-five-Serie.

### Lutters Abwahl und Neustrukturierung des Vereins
Nachdem Präsident Torsten Lutter bei der Vorstandswahl 2015 abgewählt wurde, wurde auch nicht mehr mit ihm als Spieler geplant. Unter anderem führte dies zum Bruch zwischen dem KAC Floorball und Lutter, der das Angebot, weiterhin Funktionen im Verein zu übernehmen, ausschlug und daraufhin zum VSV Unihockey wechselte. Sein Abgang sorgte aber vor allem vereinsintern für große Tumulte, da Lutter nach seiner Abwahl als Präsident die Urheberrechte für das Vereinslogo beanspruchte. Der mit ihm befreundete Grafikdesigner Ralf Brunner hatte es im Zuge der Vereinsgründung 2002 entworfen. Das Angebot, das Logo zu kaufen, lehnte der Verein ab. So präsentierte der KAC Floorball im Herbst 2015 sein neues Logo.
Mit dem Ausscheiden von Torsten Lutter begann der neue Vorstand um Präsident Thomas Sterniczky, den Verein neu zu strukturieren. Vor die veraltete Infrastruktur wurde durch einen neu geführten Webauftritt und die Einführung von Merchandise-Artikeln erneuert. In der Bundesliga wurde vermehrt auf Eigenbauspieler gesetzt, unter anderem verließen Matthias Weigert und Torhüter Bernhard Schusser den Verein. Am Ende des Grunddurchganges belegte der KAC Floorball den dritten Tabellenrang und qualifizierte sich damit für die Playoffs, wo die Mannschaft allerdings im Halbfinale dem späteren Meister Wiener Floorball Verein unterlag.
Im Sommer 2016 präsentierte der KAC Floorball mit Ex-Spieler Oliver Pucher einen neuen Head Coach. Zudem wurde der in Klagenfurt ausgebildeten Nationalspieler Christoph Haimburger vom IC Graz an den Wörthersee transferiert. Mit Christian Dworzak und Georg Luschin verließen jedoch zwei wichtige Stützen der Kampfmannschaft den Verein und wechselten zum Wiener Floorball Verein.

### Anschluss an die Ligaspitze
Der KAC Floorball startete mit einer großen Überraschung in die neue Bundesliga-Saison, mit einem 4:3-Auswärtssieg gegen den VSV Unihockey konnte das erste Kärntner Derby nach mehr als 13 Jahren gewonnen werden. Dem folgte 7:2-Heimsieg über den amtierenden Meister Wiener Floorball Verein am dritten Spieltag, was den KAC Floorball mit einem Schlag zum Mitfavoriten auf den Titel machte. In der Halbfinalserie scheiterte die von Kapitän Alexander Kalles angeführte Mannschaft aber knapp am VSV Unihockey.
Vor der darauffolgenden Saison 2017/18 wurde mit Kari-Matti Ratsula ein ehemaliger finnischer Nationalspieler als neuer Co-Trainer präsentiert. Die Mannschaft belegte nach dem Grunddurchgang den zweiten Tabellenrang und traf in der Best-of-three-Halbfinalserie auf den favorisierten VSV Unihockey. Das erste Spiel wurde mit 2:7 verloren, wodurch die Hoffnung auf den vierten Finaleinzug der Vereinsgeschichte denkbar gering waren. Tatsächlich zeigte die Mannschaft im zweiten Halbfinalspiel ein komplett anderes Gesicht und siegte mit 8:5, um eine Woche darauf mit einem 6:2-Sieg ins Finale einzuziehen. Auch das erste Finalspiel in Wien konnte gewonnen werden, wodurch der KAC Floorball nun einen Matchball vor eigenem Publikum hatte. In einem Torspektakel unterlagen die Klagenfurter dem Wiener Floorball Verein allerdings mit 9:10, im Entscheidungsspiel am 21. April 2018 platzte der Traum nach dem zweiten Titel durch eine 6:10-Niederlage erneut.

### Turbulente zwei Jahre in der IFL
Im Sommer 2018 bestätigte der Österreichische Floorball Verband die Gründung einer Internationalen Liga, die gemeinsam mit dem Slowenischen Floorball Verband geführt wurde. Grund dafür war der große Niveauunterschied innerhalb der nationalen Ligen. Der KAC Floorball war neben dem VSV Unihockey, dem Wiener Floorball Verein, dem FBK Polanska Banda, dem FBC Borovnica und dem FBK Insport Škofja Loka eines der sechs Gründungsmitglieder der neuen International Floorball League, die schon in der Saison 2018/19 den Spielbetrieb aufnahm. Der Verein musste jedoch den Rücktritt von Head Coach Oliver Pucher hinnehmen, der Co-Trainer der österreichischen Nationalmannschaft wurde. Auf ihn folgte mit Kari-Matti Ratsula sein Assistent aus der vergangenen Spielzeit. Der KAC Floorball beendete den Grunddurchgang auf dem fünfte Platz und verpasste damit die Qualifikation für das Final-Four, in dem der FBK Insport Škofja Loka als erster IFL-Champion hervorging. Im Halbfinale der österreichischen Staatsmeisterschaften trafen die Klagenfurter erneut auf den VSV Unihockey, unterlagen aber trotz des gewonnenen Auftakspiels in drei Spielen der Best-of-three-Serie. Nach der Saison gab Trainer Ratsula bekannt, nach Finnland zurückzukehren.
In der Saison 2019/20 wurde die IFL mit drei Teams aus Ungarn (Phoenix Fireball, SZPK Komárom, Dunai Krokodilok) aufgestockt. Vor der Saison wurde mit Jochen Bathe ein ehemaliger KAC-Spieler als neuer Trainer vorgestellt. Philipp Horn wurde zum neuen Kapitän ernannt. Wenige Tage vor Saisonbeginn wurde der KAC Floorball jedoch von den Abgängen von Joseph Holl und Christoph Haimburger (zum VSV Unihockey) sowie von Torhüter Maximilian Obereder (zum Wiener Floorball Verein) überrascht. Trotz eines 8:5-Auftaktsieges gegen Polanska Banda verlief die Saison enttäuschend, der Grunddurchgang wurde mit nur zwei Siegen aus 16 Spielen auf dem vorletzten Rang beendet. Trainer Jochen Bathe wurde im Februar 2020 seines Amtes enthoben, Peter Mack führte die Mannschaft interimistisch als Spielertrainer in die letzten drei Spiele. Die noch zu absolvierenden österreichischen Playoffs wurden zudem aufgrund der COVID-19-Pandemie abgesagt, womit es im Jahr 2020 keinen österreichischen Meister gab.

### Rückzug aus der IFL
Aufgrund der unerfreulichen Resultate der vergangenen Saison und durch die COVID-19-Pandemie nach wie vor unsicheren Lage zog der KAC Floorball seine Mannschaft aus der IFL zurück und kehrte in die Bundesliga zurück. Der IC Graz, der den Platz des KAC in der internationalen Liga einnehmen sollte, verpflichtete daraufhin mit Alexander Kalles, Florian Hreniuk und Franz Niederleitner drei Stammspieler der Klagenfurter. Auch Kapitän Philipp Horn verließ die Mannschaft und schloss sich dem Wiener Floorball Verein an. Peter Mack, der nun offiziell als Spielertrainer in die neue Spielzeit ging, ernannte Fabian Hirm zum neuen Spielführer.
Vor der Saison nahm die Mannschaft zudem an der ersten Auflage des ÖFBV Super Cups teil, welchen man auf dem vierten Rang beendete. Die Bundesligasaison startete der KAC Floorball mit einem 6:5-Heimsieg nach Penaltyschießen gegen den IC Graz, der eigentlich an der IFL teilnehmen wollte. Diese wurde aufgrund der weiter andauernden COVID-19-Pandemie aber abgesagt, womit die Teams aus Graz, Villach und Wien mehr oder weniger außer Konkurrenz an der Bundesliga teilnahmen. Die Bundesligateams wurden in zwei Gruppen aufgeteilt (West: KAC Floorball, TVZ Wikings Zell am See, HotShots Innsbruck, VSV Unihockey II) und Ost (FBC Dragons, UHC Crossroads, IBC Leoben). Während die ursprünglichen IFL-Teilnehmer fix für die Staatsmeisterschafts-Playoffs qualifiziert waren, wurde der vierte Teilnehmer im Bundesliga-Final-Four ausgespielt, welches am 13. und 14. März 2021 in Maria Alm stattfand. Die beiden punktbesten Teams der Gruppen West und Ost nach dem Grunddurchgang qualifizierten sich für das Final-Four. Als Sieger der Gruppe West traf der KAC Floorball im Halbfinale auf den zweitplatzierten der Gruppe Ost, den UHC Crossroads, gegen den man mit 12:1 triumphierte. Das Finale gegen den FBC Dragons wurde mit 7:3 gewonnen, womit sich der KAC Floorball zum Bundesliga-Meister krönte. Im Halbfinale der österreichischen Staatsmeisterschafts-Playoffs traf der KAC Floorball dann auf den Wiener Floorball Verein, verlor die Best-of-three-Serie aber nach zwei Spielen.

### Neustrukturierung des Vereins
Im Sommer 2021 blieb beim KAC Floorball kein Stein auf dem anderen. Mit Christoph Platzer (Wiener Floorball Verein), Martin Krametter und Luca Wurmitzer (beide VSV Unihockey) sowie Lukas Kerschbaumer und Fabian Hirm (beide IC Graz) verließen zahlreiche Schlüsselspieler den Verein. Um auch 2021/22 ein konkurrenzfähiges Team stellen zu können, wurden mit Maximilian Kulnig, Thomas Huditz, Viktor Lesnjak, Noah Banfield, Maximilian Fasser und Fabian Regenfelder sechs Spieler von den Floorball Bandyts Klagenfurt verpflichtet. Zudem rückten die Nachwuchsspieler Mitja Beuthe, Gabriel Lekas und Sebastian Flaschberger in die Kampfmannschaft. Zudem wurde der Trainerstab der Kampfmannschaft mit dem ehemaligen Ballhockey-Nationalspieler Stefan Lekas (Assistant Coach) erweitert. Auch an der Vereinsspitze gab es einen Wechsel, nachdem der bisherige Vorstand um Präsident Thomas Sterniczky bei der Generalversammlung nicht mehr zur Wahl antrat. Zu Sterniczkys Nachfolger wurde Markus Meixner gewählt, der mit Vizepräsident Martin Mautendorfer, Kassier Roland Grabner, Schriftführer Reinhard Bachl und dem sportlichen Leiter Peter Mack den neuen Vorstand bildete.

## Titel und Erfolge

### Kampfmannschaft
- Österreichischer Meister: 2003
- Bundesliga-Meister: 2021, 2022
- Österreichischer Vizemeister: 2004, 2015, 2018

### Nachwuchs
- Österreichischer U19-Meister: 2014, 2016, 2017, 2018, 2021, 2022, 2023
- Österreichischer U17-Meister: 2014, 2015, 2019
- Österreichischer U16-Meister: 2023, 2024
- Österreichischer U15-Meister: 2012, 2013, 2014, 2015, 2017, 2018, 2019
- Österreichischer U14-Meister: 2023, 2024
- Österreichischer U14-Meister (Kleinfeld): 2023, 2024
- Österreichischer U13-Meister: 2010, 2011, 2012, 2015, 2016, 2017
- Österreichischer U12-Meister: 2021, 2022, 2024
- Österreichischer U11-Meister: 2018
- Österreichischer U10-Meister: 2022, 2023
- Österreichischer U9-Meister: 2019
- Kärntner U14-Meister: 2013, 2017, 2018, 2019
- Kärntner U12-Meister: 2014, 2016

### Damenmannschaft
- Österreichischer Vizemeister: 2024

### Farmteam (2014–2019)
- Meister 2. Liga: 2015
- Kärntner Meister: 2016

## Kampfmannschaft

### Kader der Saison 2024/25
| Nr. | Nat.        | Spieler                | Pos. | Geburtsdatum | Geburtsort      | Im Team seit |
| --- | ----------- | ---------------------- | ---- | ------------ | --------------- | ------------ |
| 42  | Osterreich  | Noah Vallant           | G    | 12.04.2004   | Wien            | 2020         |
| 55  | Osterreich  | Maximilian Obereder    | G    | 14.09.1997   | Klagenfurt      | 2024         |
| 96  | Osterreich  | Clemens Meixner        | G    | 19.05.2004   | Klagenfurt      | 2019         |
| 12  | Osterreich  | Alexander Apold        | D    | 10.02.2003   | Klagenfurt      | 2020         |
| 28  | Osterreich  | Gabriel Lekas          | D    | 13.11.2007   | Klagenfurt      | 2021         |
| 44  | Tschechien  | Pavel Petraš           | D    | 11.06.1996   | Ústí nad Orlicí | 2024         |
| 66  | Ungarn      | Albert Nagy            | D    | 05.12.2003   | Komárom         | 2024         |
| 75  | Osterreich  | Fabian Hirm            | D    | 23.03.2001   | Klagenfurt      | 2023         |
| 80  | Osterreich  | Lino Roth              | D    | 19.06.2003   | Klagenfurt      | 2021         |
| 87  | Osterreich  | Fabian Grabner         | D    | 19.06.2000   | Klagenfurt      | 2017         |
| 93  | Osterreich  | Marcel Gappmayer       | D    | 17.10.2003   | Klagenfurt      | 2020         |
| 2   | Deutschland | Mitja Beuthe           | F    | 12.11.2005   | Klagenfurt      | 2023         |
| 4   | Osterreich  | Maximilian Fasser      | F    | 16.09.2003   | Graz            | 2021         |
| 8   | Osterreich  | Christoph Riegler      | F    | 27.07.1998   | Klagenfurt      | 2024         |
| 14  | Osterreich  | Pascual Fina           | F    | 23.10.2003   | Klagenfurt      | 2019         |
| 21  | Osterreich  | Tobias Grabner         | C    | 21.03.2003   | Klagenfurt      | 2020         |
| 22  | Osterreich  | Simon Krametter        | F    | 05.01.2005   | Klagenfurt      | 2021         |
| 29  | Osterreich  | Sebastian Flaschberger | C    | 02.04.2007   | Klagenfurt      | 2021         |
| 32  | Osterreich  | Tim Deisinger          | F    | 19.04.2005   | Feldkirchen     | 2022         |
| 39  | Osterreich  | Max Olsacher           | F    | 25.06.1994   | Villach         | 2022         |
| 65  | Osterreich  | Viktor Lesnjak         | F    | 02.05.2003   | Klagenfurt      | 2021         |
| 69  | Osterreich  | Nikita Münch           | C    | 27.02.2000   | Klagenfurt      | 2020         |
| 74  | Osterreich  | Luca Wurmitzer - C     | F    | 07.04.2000   | Friesach        | 2023         |
| 92  | Osterreich  | Maximilian Mörtl       | F    | 23.11.2002   | Klagenfurt      | 2020         |

### Mannschaftskapitäne
Erster Kapitän des KAC Floorball war Mitgründer Torsten Lutter. Nach sechs Jahren gab er dieses Amt an Thomas Kruggel weiter, der die Kapitänsbinde in der Saison 2009/10 trug. In den nächsten drei Jahren wurde das „C“ von Andreas Pfeifer getragen. Vor der Saison 2013/14 wurde Michael Gritsch nach Pfeifers Rücktritt als Spielführer zum neuen Kapitän des KAC Floorball gewählt. Nach zwei Jahren folgte ihm Alexander Kalles als Kapitän nach. Nach der Saison 2016/17 trat Kalles zurück und überließ die Schleife seinem bisherigen Assistenten Dominik Mayrobnig. Nachdem dieser im Sommer 2019 seine Karriere beendet hatte, wurde Philipp Horn sein Nachfolger. Nach dessen Wechsel zum Wiener Floorball Verein wurde Eigenbauspieler Fabian Hirm zum neuen Kapitän ernannt. Nachdem dieser im Sommer 2021 zum IC Graz wechselte, wurde Nikita Münch als erster Leihspieler der Vereinsgeschichte zum neuen Kapitän ernannt. Vor der Saison 2024/25 wurde dieser von Luca Wurmitzer abgelöst.
| Name              | Saison            |
| ----------------- | ----------------- |
| Torsten Lutter    | 2002/03 – 2008/09 |
| Thomas Kruggel    | 2009/10           |
| Andreas Pfeifer   | 2010/11 – 2012/13 |
| Michael Gritsch   | 2013/14 – 2014/15 |
| Alexander Kalles  | 2015/16 – 2016/17 |
| Dominik Mayrobnig | 2017/18 – 2018/19 |
| Philipp Horn      | 2019/20           |
| Fabian Hirm       | 2020/21           |
| Nikita Münch      | 2021/22 – 2023/24 |
| Luca Wurmitzer    | seit 2024/25      |

### Trainer
Im ersten Jahrzehnt der Vereinsgeschichte hatte der KAC Floorball ausschließlich Spielertrainer. Unter Tero Niemi, der von 2002 bis 2008 Trainer war, gelang der erste Meistertitel im Jahr 2003 sowie ein weiterer Finaleinzug im darauffolgenden Jahr. Ihm folgten Torsten Lutter und Andreas Pfeifer, die ebenfalls neben ihrer Tätigkeit als Trainer als Spieler aktiv waren. Unter Lutter gelang der dritte Finaleinzug der Vereinsgeschichte. Erst 13 Jahre nach der Gründung wurde die Kampfmannschaft mit dem ehemaligen KAC-Spieler Oliver Pucher erstmals von einem Trainer geführt, der nicht mehr als Spieler aktiv war. Nachdem Pucher den KAC Floorball 2018 abermals ins Finale geführt hatte und knapp am zweiten Titelgewinn des Vereinsgeschichte gescheitert war, gab er seinen Rücktritt bekannt. Sein Nachfolger wurde Kari-Matti Ratsula, der den KAC Floorball in der Saison 2018/19 betreute. Nach Ratsulas Rückkehr nach Finnland wurde mit Jochen Bathe erneut ein Ex-Spieler des Vereins zum Head Coach ernannt. Nachdem er im Februar seines Amtes enthoben wurde, folgte ihm Peter Mack interimistisch als Spielertrainer nach. Nach dem vorzeitigen Ende der Saison 2019/20 aufgrund der COVID-19-Pandemie wurde Mack als Spielertrainer für die Saison 2020/21 bestätigt.
| Name               | Saison              |
| ------------------ | ------------------- |
| Tero Niemi         | 2002/03 – 2007/08   |
| Torsten Lutter     | 2008/09 – 2014/15   |
| Andreas Pfeifer    | 2015/16             |
| Oliver Pucher      | 2016/17 – 2017/18   |
| Kari-Matti Ratsula | 2018/19             |
| Jochen Bathe       | 2019/20*            |
| Peter Mack         | 2019/20* – 2024/25* |
| Janne Jukka        | seit 2024/25*       |

* Wechsel innerhalb einer Saison

### Gesperrte Trikotnummern
In seiner Vereinsgeschichte hat der KAC Floorball eine Nummer offiziell gesperrt. Nachdem der ehemalige Spielertrainer Tero Niemi, unter dem 2003 die erste Meisterschaft gewonnen wurde, den Verein im Jahr 2008 verließ, wurde seine Nummer 7 nicht mehr vergeben.

## Nachwuchs
Die Nachwuchsabteilung des KAC Floorball gehört zu den erfolgreichsten Österreichs. Sie beinhaltet derzeit insgesamt fünf Nachwuchsteams (U19, U16, U14, U12, U10), die an den Nachwuchsligen des Österreichischen Floorball Verbands teilnehmen.
Insgesamt konnten die Nachwuchsmannschaften des KAC Floorball auf nationaler Ebene bereits über 20 Meistertitel gewinnen.

## Weitere Mannschaften

### Damenmannschaft
Von 2016 bis 2018 betrieb der KAC Floorball eine gemeinsame Frauenmannschaft mit dem FBV Klagenfurt, welche als offizielle Spielgemeinschaft in der Kärntner Damenmeisterschaft antrat. Nach zwei Spielzeiten wurde diese Kooperation von KAC-Seite beendet, während der FBV Klagenfurt die Mannschaft weiterführte. Im Sommer 2022 kam schließlich Bewegung in erneute Überlegungen, ein Damenteam zu installieren. Schlussendlich wurde die Damenmannschaft der Floorball Bandyts Klagenfurt übernommen, nachdem sich die Bandyts als Verein auflösten. Bereits in der ersten Spielzeit konnten die KAC-Damen bis ins Halbfinale vordringen, wo man aber an der Spielgemeinschaft Innsbruck / Zell am See scheiterte. In der darauffolgenden Saison 2023/24 schaffte man es sogar bis ins Finale, wo aber erneut die SPG Innsbruck / Zell am See die Oberhand behielt.

### Farmteam
Das Farmteam des KAC Floorball wurde im Jahr 2014 gegründet, um jungen, potenziellen Bundesligaspielern Spielpraxis auf hohem Niveau zu ermöglichen. Im ersten Jahr seines Bestehens wurde das KAC-Farmteam Meister in der zweiten Liga. Vor der darauffolgenden Saison 2015/16 verkündete der KAC Floorball den Rückzug seines Farmteams aus dem nationalen Spielbetrieb, stattdessen stieg man in die Kärntner Landesliga ein. Nachdem sich die Mannschaft im Jahr 2015 zum Kärntner Meister krönte, folgten in den nächsten zwei Spielzeiten zwei Finalniederlagen gegen das Farmteam des VSV Unihockey. Im Sommer 2019 wurden zahlreiche Farmteam-Spieler in die Kampfmannschaft befördert, was zu einem akuten Spielermangel in der Mannschaft führte. Vor der Saison 2019/20 wurde der Spielbetrieb eingestellt.

### Senior-Team
Das Senior-Team des KAC Floorball entstand im Sommer 2019 und wurde von Roland Grabner, der zuvor für die Floorball Bandyts Klagenfurt spielte, gegründet. Die Mannschaft soll Hobbyspielern sowie ehemaligen KAC-Spielern die Möglichkeit geben, sich regelmäßig zu treffen, um Floorball zu spielen. Das Team absolvierte am 23. Juni 2022 sein erstes offizielles Freundschaftsspiel gegen eine Legendenauswahl des VSV Unihockey, welches mit 0:8 verloren wurde.

## Spiel- und Trainingsstätten

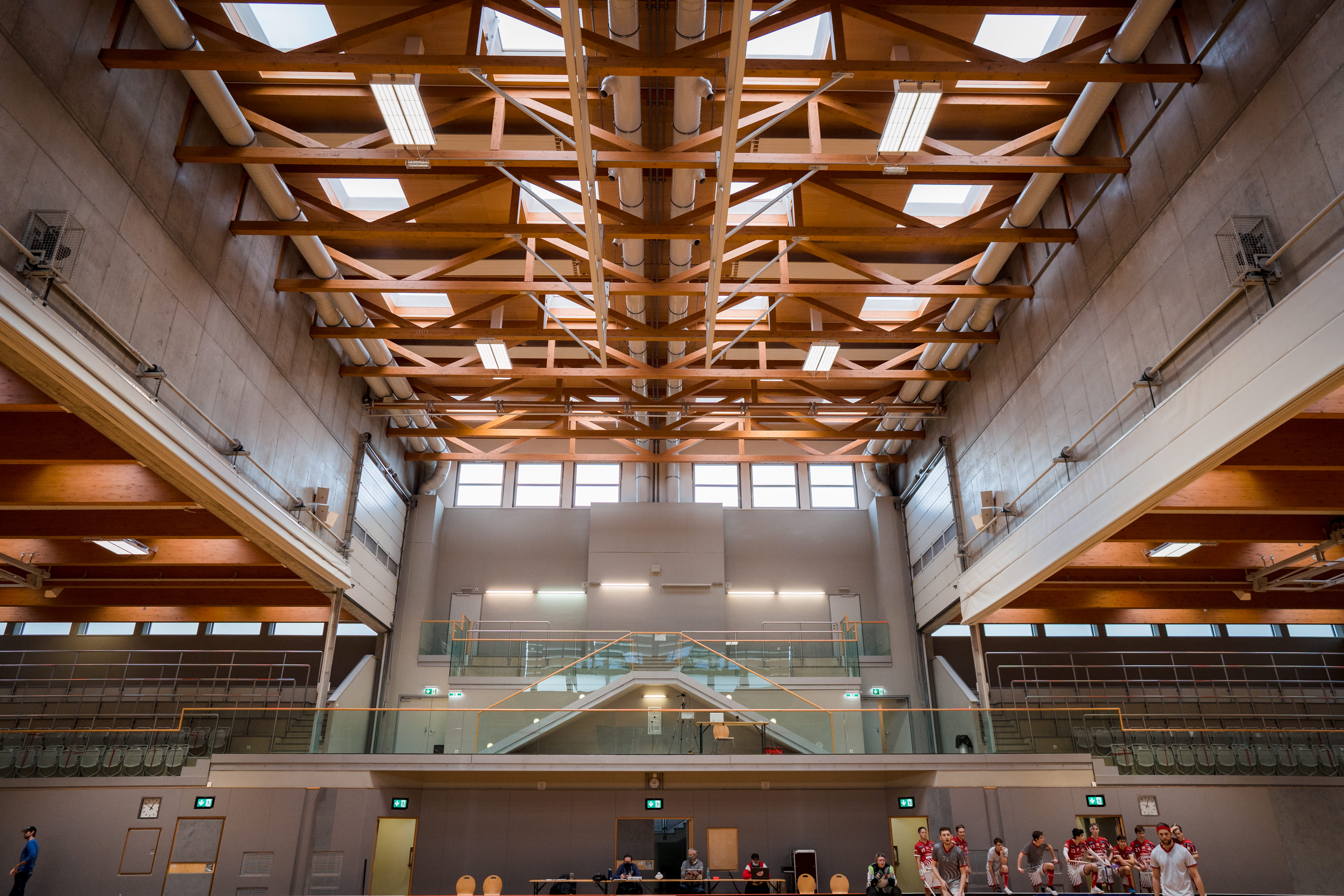
Innenansicht der Sporthalle Waidmannsdorf in Klagenfurt

In den Anfangsjahren der Vereinsgeschichte wechselten die Spielstätten sehr häufig. Trainiert wurde in Welzenegg, seine Heimspiele trug der KAC Floorball in Sporthallen in St. Peter, Viktring und St. Ruprecht aus. Im Jahr 2005 fand man im Klagenfurter Stadtteil Waidmannsdorf schließlich eine feste Heimat.
Die 2001 erbaute Sporthalle Waidmannsdorf dient bis heute als Spiel- und Trainingsstätte für alle Mannschaften des Vereins. Sie ist Eigentum der Stadt Klagenfurt und hat eine Kapazität von 470 Plätze, davon sind 68 Sitzplätze. Die zur Gänze mit Parkett ausgelegte Multifunktionsarena ist Teil der MS Waidmannsdorf und kann durch zwei Trennwände gedrittelt werden.

## Verein

### Vorstand
Der KAC Floorball wird als gemeinnütziger Sportverein von einem Vorstand geführt, der alle drei Jahre neu gewählt wird. Amtierender Präsident ist Markus Meixner. Die aktuelle Amtsperiode endet im Herbst 2027.

### Sponsoren
Aktueller Trikotsponsor ist die Firma Horn & Partner Ziviltechniker GmbH.
Bisherige Trikotsponsoren:
- 2016–2020: STATIKER – Ing. Bruno Kalles
- seit 2020: Horn & Partner Ziviltechniker GmbH

Eine Vielzahl von Sponsoren unterstützt den KAC Floorball. Hauptpartner sind die Horn & Partner Ziviltechniker GmbH, STATIKER – Ing. Bruno Kalles sowie die Brauerei Hirt. Als offizieller Ausrüster fungiert der tschechische Floorballshop EXE Sport, die in Kooperation mit der Eigenmarke Freez und JOMA Sport Spiel- und Trainingsbekleidung sowie in Kooperation mit Oxdog die Spielerausrüstungen stellt. Die Ausrüstung des Sponsors ist bei allen offiziellen Vereinsanlässen zu tragen. Bei den Schlägern und Schuhen haben die Spieler jedoch freie Wahl und dürfen damit den Utensilien ihrer privaten Sponsoren spielen. Mobilitätspartner des Vereins ist das Kärntner Reiseunternehmen Hofstätter Reisen.
Weitere Trikotsponsoren sind unter anderem die Stadt Klagenfurt, die Raiffeisen Landesbank Kärnten, die Stadtwerke Klagenfurt, Kärnten Sport, Sonnentor und der ASVÖ. Offizieller Medienpartner ist die Werbeagentur HAVA Media.